# Dodge City (Kansas)
Dodge City é uma cidade localizada no estado americano de Kansas, no Condado de Ford.

## Demografia
Segundo o censo americano de 2000, a sua população era de 25.176 habitantes.
Em 2006, foi estimada uma população de 26.101, um aumento de 925 (3.7%).

## Geografia
De acordo com o United States Census Bureau tem uma área de
33,0 km², dos quais 32,7 km² cobertos por terra e 0,3 km² cobertos por água. Dodge City localiza-se a aproximadamente 760 m acima do nível do mar.

## Localidades na vizinhança
O diagrama seguinte representa as localidades num raio de 36 km ao redor de Dodge City.